# 200米赛跑
200米是田徑短跑一個项目。在室外400米跑道上，弯道处起跑，在终点直道结束。因此需要选手有综合的技术才能赢得比赛。对于大多数受过训练的运动员来说，这是一个纯力量型的比赛。一个在直道上稍短一些的项目则是在古代奥林匹克运动会上最早的有记录的赛跑项目。
由于加速过程在时间上只占很小的比例，所以存在一些少數的运动员，在200米项目上会得到比100米更快的平均速率。因為200公尺要完賽，比100公尺完賽更需要分配與調整節奏，令選手在200公尺競技過程中達到的「最高速率」（絕大多數頂尖選手的「最高速率」出現在第55公尺－100公尺區間內，之後選手的速率明顯下滑），會「慢於」自己參加100公尺項目時的「最高速率」，導致多數運動員200公尺成績的平均速率，會慢於自己參加100公尺項目的平均速率。另外，男、女200米世界纪录的平均速率也慢于100米。
在美国，运动员以前常是跑220码（約201.168米）而不是200米，这个距离现在已经过时。在做非正式的比較時，将220码比赛的成绩转换为200米成绩的标准调整方法通常是减去約0.1秒，但是也存在其他的转换方法。
该项比赛不如100米流行，并且许多100米选手通常是为了获得两项称号才来参加200米比赛。这个成就在奥林匹克运动会上10次被达到，最近的一次由牙买加的尤塞恩·博尔特在2016年获得。奥林匹克200米和400米双料冠军由瓦莱丽·布里斯科-胡克斯于1984年首次获得，其后又有美国的迈克尔·约翰逊和法国的玛丽-若泽·佩雷克于1996年获此荣誉。
目前的男子世界纪录保持者为尤塞恩·博尔特，在第12届世界田径锦标赛上的成绩为19.19秒。目前的女子世界纪录保持者为美国的弗洛伦斯·格里菲斯-乔伊娜，在1988年夏季奥林匹克运动会上的成绩为21.34秒。2008年夏季奥林匹克运动会冠军为尤塞恩·博尔特和韦罗妮卡·坎贝尔-布朗，均来自牙买加。
由于人类使用相同的肌肉来获得支持和向前的速度，因此在最内道的运动员在弯曲段会由于向心力的作用而处于弱势。因此，中间和外侧的跑道比较受欢迎。

## 歷代女子20傑

### 世界

#### 世界女子20傑
| 排名 | 個人最好成績 | 風速（m/s） | 反應時間 | 姓名（生日）                        | 出生地 | 日期          | 締造年齡 | 地點                     | Halves          |
| ---- | ------------ | ----------- | -------- | ----------------------------------- | ------ | ------------- | -------- | ------------------------ | --------------- |
| 1    | 21.34秒      | +1.3        |          | Florence Griffith（1959年12月21日） | 美国   | 1988年9月29日 | 28歲     | 漢城                     | 11.18秒/10.16秒 |
| 2    | 21.407秒     | +0.1        | 0.161秒  | Shericka Jackson（1994年7月16日）   | 牙买加 | 2023年8月25日 | 29歲     | 匈牙利布達佩斯           | 11.05秒/10.36秒 |
| 3    | 21.53秒      | +0.8        | 0.173秒  | Elaine Thompson（1992年6月28日）    | 牙买加 | 2021年8月3日  | 29歲     | 日本東京都新宿區霞ヶ丘町 |                 |
| 4    | 21.60秒      | -0.4        |          | Gabrielle Thomas（1996年12月7日）   | 美国   | 2023年7月9日  | 26歲     | 美国俄勒岡州雷恩郡尤金   |                 |
| 5    | 21.63秒      | +0.2        | 0.149秒  | Dafne Schippers（1992年6月15日）    | 荷蘭   | 2015年8月28日 | 23歲     | 中国北京市朝陽區         | 11.2秒/10.4秒   |
| 6    | 21.64秒      | +0.8        |          | Merlene Ottey（1960年5月10日）      | 牙买加 | 1991年9月13日 | 31歲     | 比利时布魯塞爾           |                 |
| 7    | 21.69秒      | +1.0        |          | Allyson Felix（1985年11月18日）     | 美国   | 2012年6月30日 | 26歲     | 美国俄勒岡州雷恩郡尤金   |                 |
| 8    | 21.71秒      | +0.7        |          | Marita Koch（1957年2月18日）        | 东德   | 1979年6月10日 | 22歲     | 东德卡爾馬克斯           |                 |
| 8    | 21.71秒      | +1.2        |          | Heike Drechsler（1964年12月16日）   | 东德   | 1986年6月29日 | 21歲     | 东德吉納                 |                 |
| 10   | 21.72秒      | +1.3        |          | Grace Jackson（1961年6月14日）      | 牙买加 | 1988年9月29日 | 27歲     | 漢城                     | 11.32秒/10.40秒 |
| 10   | 21.72秒      | -0.1        |          | Gwen Torrence（1965年6月12日）      | 美国   | 1992年8月5日  | 27歲     | 西班牙加泰隆尼亞巴塞隆納 |                 |
| 12   | 21.74秒      | +0.4        |          | Marlies Oelsner（1958年3月21日）    | 东德   | 1984年6月3日  | 26歲     | 东德艾福特               |                 |
| 12   | 21.74秒      | +1.2        | 0.155秒  | Silke Gladisch（1964年6月20日）     | 东德   | 1987年9月3日  | 23歲     | 義大利羅馬               | 11.09秒/10.65秒 |
| 12   | 21.74秒      | +0.6        | 0.172秒  | Veronica Campbell（1982年5月15日）  | 牙买加 | 2008年8月21日 | 26歲     | 中国北京市朝陽區         | 11.00秒/10.74秒 |
| 12   | 21.74秒      | -0.4        | 0.143秒  | Shaunae Miller（1994年4月15日）     | 巴哈马 | 2019年8月29日 | 25歲     | 瑞士蘇黎世               | 11.3秒/10.5秒   |
| 16   | 21.75秒      | -0.1        |          | Juliet Cuthbert（1964年4月9日）     | 牙买加 | 1992年8月5日  | 28歲     | 西班牙加泰隆尼亞巴塞隆納 |                 |
| 17   | 21.76秒      | -0.8        |          | Marion Jones（1975年10月12日）      | 美国   | 1997年8月13日 | 21歲     | 瑞士蘇黎世               |                 |
| 18   | 21.77秒      | +0.6        | 0.124秒  | Inger Miller（1972年6月12日）       | 美国   | 1999年8月27日 | 27歲     | 西班牙塞維亞             | 11.10秒/10.67秒 |
| 18   | 21.77秒      | +1.5        |          | Tori Bowie（1990年8月27日）         | 美国   | 2017年5月27日 | 26歲     | 美国俄勒岡州雷恩郡尤金   |                 |
| 18   | 21.77秒      | -0.3        |          | Abby Steiner（1999年11月24日）      | 美国   | 2022年6月26日 | 22歲     | 美国俄勒岡州雷恩郡尤金   | 11.36秒/10.41秒 |

## 歷代男子20傑

### 世界

#### 世界男子20傑
| 排名 | Personal Best | 風速（m/s） | 反應時間 | 姓名（生日）                           | 出生地   | 日期          | 締造年齡 | 地點                                   | Halves         |
| ---- | ------------- | ----------- | -------- | -------------------------------------- | -------- | ------------- | -------- | -------------------------------------- | -------------- |
| 1    | 19.19秒       | -0.3        | 0.133秒  | Usain Bolt（1986年8月21日）            | 牙买加   | 2009年8月20日 | 22歲     | 德国柏林                               | 9.92秒/9.27秒  |
| 2    | 19.26秒       | +0.7        | 0.269秒  | Yohan Blake（1989年12月26日）          | 牙买加   | 2011年9月16日 | 21歲     | 比利时布魯塞爾                         |                |
| 3    | 19.31秒       | +0.4        | 0.141秒  | Noah Lyles（1997年7月18日）            | 美国     | 2022年7月21日 | 25歲     | 美国俄勒岡州雷恩郡尤金                 | 10.15秒/9.16秒 |
| 4    | 19.313秒      | +0.4        |          | Michael Johnson（1967年9月13日）       | 美国     | 1996年8月1日  | 28歲     | 美国喬治亞州亞特蘭大                   | 10.12秒/9.20秒 |
| 5    | 19.49秒       | +1.4        |          | Erriyon Knighton（2004年1月29日）      | 美国     | 2022年4月20日 | 18歲     | 美国路易斯安那州東巴頓魯治堂區巴頓魯治 |                |
| 6    | 19.50秒       | +1.6        | 0.170秒  | Letsile Tebogo（2003年6月7日）         |          | 2023年7月23日 | 20歲     | 英国 英格兰倫敦                        | 10.23秒/9.27秒 |
| 7    | 19.53秒       | +0.7        | 0.185秒  | Walter Dix（1986年1月31日）            | 美国     | 2011年9月16日 | 25歲     | 比利时布魯塞爾                         |                |
| 8    | 19.57秒       | +0.4        |          | Justin Gatlin（1982年2月10日）         | 美国     | 2015年6月28日 | 33歲     | 美国俄勒岡州雷恩郡尤金                 |                |
| 9    | 19.58秒       | +1.3        |          | Tyson Gay（1982年8月9日）              | 美国     | 2009年5月30日 | 26歲     | 美国紐約州                             |                |
| 10   | 19.62秒       | -0.5        | 0.135秒  | Andre De Grasse（1994年11月10日）      | 加拿大   | 2021年8月4日  | 26歲     | 日本東京都新宿區霞ヶ丘町               |                |
| 11   | 19.63秒       | +0.4        |          | Xavier Carter（1985年12月8日）         | 美国     | 2006年7月11日 | 20歲     | 瑞士洛桑                               |                |
| 11   | 19.63秒       | +1.2        |          | Reynier Mena（1996年11月21日）         | 古巴     | 2022年7月3日  | 25歲     | 瑞士秀封                               |                |
| 13   | 19.65秒       | 0.0         |          | Wallace Spearmon（1984年12月24日）     | 美国     | 2006年9月28日 | 21歲     | 大邱廣域市                             |                |
| 14   | 19.67秒       | +0.4        |          | Miguel Francis（1995年3月28日）        |          | 2016年7月10日 | 21歲     | 安地卡及巴布達聖約翰                   |                |
| 15   | 19.68秒       | +0.4        |          | Frank Fredericks（1967年10月2日）      | 纳米比亚 | 1996年8月1日  | 28歲     | 美国喬治亞州亞特蘭大                   | 10.14秒/9.54秒 |
| 15   | 19.68秒       | -0.5        | 0.165秒  | Kenneth Bednarek（1998年10月14日）     | 美国     | 2021年8月4日  | 22歲     | 日本東京都新宿區霞ヶ丘町               |                |
| 17   | 19.70秒       | +0.7        | 0.151秒  | Michael Norman（1997年12月3日）        | 美国     | 2019年6月6日  | 21歲     | 義大利羅馬                             |                |
| 18   | 19.73秒       | -0.2        |          | Michael Marsh（1967年8月4日）          | 美国     | 1992年8月5日  | 25歲     | 西班牙加泰隆尼亞巴塞隆納               |                |
| 18   | 19.73秒       | +0.8        | 0.161秒  | Ejowvokoghene Oduduru（1996年10月7日） | 奈及利亞 | 2019年6月7日  | 22歲     | 美国德克薩斯州奧斯丁                   |                |
| 18   | 19.73秒       | +1.6        | 0.130秒  | Zharnel Hughes（1995年7月13日）        |          | 2023年7月23日 | 28歲     | 英国 英格兰倫敦                        | 10.20秒/9.53秒 |

### 洲

#### 亞洲男子20傑
| 排名 | Personal Best | 風速（m/s） | 反應時間 | 姓名                             | 出生地           | 日期          | 地點                           | Halves         |
| ---- | ------------- | ----------- | -------- | -------------------------------- | ---------------- | ------------- | ------------------------------ | -------------- |
| 1    | 19.88秒       | +0.9        | 0.168秒  | 谢震业                           | 中国             | 2019年7月21日 | 英国 英格兰倫敦                |                |
| 2    | 20.03秒       | +0.6        |          | 末續慎吾                         | 日本             | 2003年6月7日  | 日本神奈川縣横浜市港北區       |                |
| 3    | 20.08秒       | +0.8        | 0.189秒  | サニブラウン・アブデル・ハキーム | 日本             | 2019年6月7日  | 美国德克薩斯州特拉維斯郡奧斯丁 |                |
| 4    | 20.11秒       | +1.8        | 0.156秒  | 飯塚翔太                         | 日本             | 2016年6月26日 | 日本愛知縣名古屋市             | 10.40秒/9.71秒 |
| 5    | 20.13秒       | +0.6        |          | 藤光謙司                         | 日本             | 2015年7月14日 | 瑞士琉森                       |                |
| 6    | 20.14秒       | +1.0        |          | 高瀨慧                           | 日本             | 2015年5月17日 | 日本埼玉縣熊谷市               |                |
| 7    | 20.16秒       | +1.9        |          | 伊東浩司                         | 日本             | 1998年10月2日 | 日本熊本縣                     |                |
| 8    | 20.19秒       | +1.7        |          | ภูริพล บุญสอน                       | 泰國             | 2022年6月26日 | 阿拉木圖                       |                |
| 9    | 20.22秒       | +1.3        |          | 高平慎士                         | 日本             | 2009年6月26日 | 日本廣島縣廣島市安佐南區       |                |
| 10   | 20.228秒      | +0.7        | 0.139秒  | 小池祐貴                         | 日本             | 2018年8月29日 | 印度尼西亞雅加達               | 10.37秒/9.86秒 |
| 11   | 20.23秒       | +0.7        | 0.139秒  | 楊俊瀚                           | 中華民國（臺灣） | 2018年8月29日 | 印度尼西亞雅加達               | 10.34秒/9.89秒 |
| 11   | 20.23秒       | -0.4        |          | 鵜澤飛羽（2002年11月25日）       | 日本             | 2023年7月16日 | 泰國曼谷                       |                |
| 13   | 20.26秒       | +1.0        | 0.127秒  | 上山紘輝                         | 日本             | 2022年7月18日 | 美国俄勒岡州雷恩郡尤金         |                |
| 14   | 20.27秒       | +0.8        |          | 白石黃良々                       | 日本             | 2019年8月17日 | 日本福井縣福井市福町           |                |
| 15   | 20.29秒       | +0.6        |          | 大前祐介                         | 日本             | 2001年6月30日 | 日本長野縣松本市               |                |
| 16   | 20.33秒       | +1.8        | 0.152秒  | 原翔太                           | 日本             | 2016年6月26日 | 日本愛知縣名古屋市             | 10.54秒/9.79‬秒 |
| 17   | 20.34秒       | -1.2        |          | Vladimir Muravyov                |                  | 1984年8月18日 | 俄羅斯莫斯科                   |                |
| 18   | 20.35秒       | +1.2        |          | 塚原直貴                         | 日本             | 2006年5月21日 | 日本神奈川縣橫濱市             |                |
| 18   | 20.35秒       | -0.3        |          | 橋元晃志                         | 日本             | 2013年5月3日  | 日本靜岡縣袋井市               |                |
| 20   | 20.37秒       | +0.1        |          | Yupun Abeykoon Mudiyanselage     | 斯里蘭卡         | 2022年5月22日 | 義大利格洛瑟托                 |                |

### 國家或地區

#### 美國男子20傑
| 排名 | Personal Best | 風速（m/s） | 反應時間 | 姓名（生日）                       | 日期          | 締造年齡 | 地點                                   | Halves         |
| ---- | ------------- | ----------- | -------- | ---------------------------------- | ------------- | -------- | -------------------------------------- | -------------- |
| 1    | 19.31秒       | +0.4        | 0.141秒  | Noah Lyles（1997年7月18日）        | 2022年7月21日 | 25歲     | 美国俄勒岡州雷恩郡尤金                 | 10.15秒/9.16秒 |
| 2    | 19.313秒      | +0.4        |          | Michael Johnson（1967年9月13日）   | 1996年8月1日  | 28歲     | 美国喬治亞州亞特蘭大                   | 10.12秒/9.20秒 |
| 3    | 19.49秒       | +1.4        |          | Erriyon Knighton（2004年1月29日）  | 2022年4月20日 | 18歲     | 美国路易斯安那州東巴頓魯治堂區巴頓魯治 |                |
| 4    | 19.53秒       | +0.7        | 0.185秒  | Walter Dix（1986年1月31日）        | 2011年9月16日 | 25歲     | 比利时布魯塞爾                         |                |
| 5    | 19.57秒       | +0.4        |          | Justin Gatlin（1982年2月10日）     | 2015年6月28日 | 33歲     | 美国俄勒岡州雷恩郡尤金                 |                |
| 6    | 19.58秒       | +1.3        |          | Tyson Gay（1982年8月9日）          | 2009年5月30日 | 26歲     | 美国紐約州                             |                |
| 7    | 19.63秒       | +0.4        |          | Xavier Carter（1985年12月8日）     | 2006年7月11日 | 20歲     | 瑞士洛桑                               |                |
| 8    | 19.65秒       | 0.0         |          | Wallace Spearmon（1984年12月24日） | 2006年9月28日 | 21歲     | 大邱廣域市                             |                |
| 9    | 19.68秒       | -0.5        | 0.165秒  | Kenneth Bednarek（1998年10月14日） | 2021年8月4日  | 22歲     | 日本東京都新宿區霞ヶ丘町               |                |
| 10   | 19.70秒       | +0.7        | 0.151秒  | Michael Norman（1997年12月3日）    | 2019年6月6日  | 21歲     | 義大利羅馬                             |                |
| 11   | 19.73秒       | -0.2        |          | Michael Marsh（1967年8月4日）      | 1992年8月5日  | 25歲     | 西班牙加泰隆尼亞巴塞隆納               |                |
| 12   | 19.74秒       | +1.4        |          | LaShawn Merritt（1986年6月27日）   | 2016年7月8日  | 30歲     | 美国俄勒岡州雷恩郡尤金                 |                |
| 13   | 19.75秒       | +1.5        |          | Carl Lewis（1961年7月1日）         | 1983年6月19日 | 21歲     | 美国印第安納州印第安納波利斯           |                |
| 13   | 19.75秒       | +1.7        |          | Joe DeLoach（1967年6月5日）        | 1988年9月28日 | 21歲     | 漢城                                   | 10.27秒/9.48秒 |
| 15   | 19.784秒      | +1.6        | 0.122秒  | Fred Kerley（1995年5月7日）        | 2021年8月28日 | 26歲     | 法國巴黎                               |                |
| 16   | 19.79秒       | +1.2        | 0.226秒  | Shawn Crawford（1978年1月14日）    | 2004年8月26日 | 26歲     | 希腊雅典                               | 10.2秒/9.6秒   |
| 17   | 19.81秒       | +0.8        |          | Terrance Laird（1998年10月12日）   | 2021年3月27日 | 22歲     | 美国德克薩斯州特拉維斯郡奧斯丁         |                |
| 18   | 19.83秒       | +0.6        |          | Joseph Fahnbulleh（2001年9月11日） | 2022年6月10日 | 20歲     | 美国俄勒岡州雷恩郡尤金                 |                |
| 19   | 19.85秒       | -0.3        |          | John Capel（1978年10月27日）       | 2000年7月23日 | 21歲     | 美国加利福尼亞州沙加緬度               |                |
| 19   | 19.85秒       | +1.9        | 0.137秒  | Ameer Webb（1991年3月19日）        | 2016年5月6日  | 25歲     | 杜哈                                   |                |
| 19   | 19.85秒       | -0.5        |          | Christian Coleman（1996年3月6日）  | 2017年5月27日 | 21歲     | 美国肯塔基州費頁特郡                   |                |

#### 中國男子20傑
| 排名 | Personal Best | 風速（m/s） | 反應時間 | 姓名（生日）             | 日期           | 締造年齡 | 地點                           |
| ---- | ------------- | ----------- | -------- | ------------------------ | -------------- | -------- | ------------------------------ |
| 1    | 19.88秒       | +0.9        | 0.168秒  | 谢震业（1993年8月17日）  | 2019年7月21日  | 25歲     | 英国英格蘭倫敦                 |
| 2    | 20.39秒       | +0.3        |          | 別舸（1992年8月2日）     | 2018年6月2日   | 25歲     | 美国加利福尼亞州洛杉磯郡波摩納 |
| 2    | 20.39秒       | +0.1        | 0.147秒  | 汤星强（1995年8月11日）  | 2021年7月11日  | 25歲     | 中国浙江省杭州市濱江區         |
| 4    | 20.42秒       | 0.0         |          | 韓朝明（1975年5月10日）  | 1996年8月30日  | 21歲     | 中国陝西省西安市               |
| 5    | 20.47秒       | 0.0         | 0.148秒  | 張培萌（1987年3月13日）  | 2013年5月18日  | 26歲     | 中国上海市徐匯區               |
| 6    | 20.48秒       | -0.1        | 0.153秒  | 盛超（1996年5月20日）    | 2021年9月22日  | 25歲     | 中国陝西省西安市灞橋區         |
| 7    | 20.52秒       | +0.1        |          | 梁勁生（1996年1月12日）  | 2015年5月29日  | 19歲     | 中国福建省福州市倉山區         |
| 7    | 20.52秒       | -0.1        |          | 劉碩元（2002年6月18日）  | 2023年6月28日  | 21歲     | 中国辽宁省沈阳市浑南区         |
| 9    | 20.54秒       | +0.8        |          | 楊耀祖（1981年1月9日）   | 2006年4月23日  | 25歲     | 中国重慶市                     |
| 10   | 20.55秒       | -0.6        |          | 周偉（1976年3月6日）     | 1997年10月22日 | 21歲     | 中国上海市                     |
| 11   | 20.56秒       | +0.1        | 0.173秒  | 严海滨（2003年1月8日）   | 2021年6月26日  | 18歲     | 中国重慶市九龍坡區             |
| 11   | 20.56秒       | +0.8        |          | 骆文熠（1998年4月14日）  | 2022年4月22日  | 24歲     | 中国廣東省廣州市               |
| 13   | 20.57秒       | +0.8        |          | 胡凯（1982年8月4日）     | 2006年4月23日  | 23歲     | 中国重慶市                     |
| 14   | 20.59秒       | -0.1        | 0.175秒  | 隋高飞（2001年4月19日）  | 2021年9月22日  | 20歲     | 中国陝西省西安市灞橋區         |
| 15   | 20.60秒       | 0.0         |          | 黃淡偉（1972年10月11日） | 1996年8月30日  | 23歲     | 中国陝西省西安市               |
| 15   | 20.60秒       | -0.3        |          | 徐自宙（1981年1月8日）   | 2001年11月22日 | 20歲     | 中国廣東省廣州市天河區         |
| 15   | 20.60秒       | +1.8        |          | 王煜（1994年2月2日）     | 2017年9月13日  | 23歲     | 中国浙江省杭州市余杭區         |
| 18   | 20.63秒       | -0.8        |          | 沈云暴（1976年7月28日）    | 2004年7月18日  | 27歲     | 中国北京市                     |
| 19   | 20.65秒       | -0.6        |          | 尹漢釗（1975年5月18日）  | 1997年10月22日 | 22歲     | 中国上海市                     |
| 19   | 20.65秒       | +0.4        | 0.183秒  | 官鑫（2001年12月2日）    | 2022年8月6日   | 20歲     | 中国四川省成都市               |

#### 日本男子20傑
| 排名 | Personal Best | 風速（m/s） | 反應時間 | 姓名（生日）                                     | 日期          | 締造年齡 | 地點                           | Halves         |
| ---- | ------------- | ----------- | -------- | ------------------------------------------------ | ------------- | -------- | ------------------------------ | -------------- |
| 1    | 20.03秒       | +0.6        |          | 末續慎吾（1980年6月2日）                         | 2003年6月7日  | 23歲     | 日本神奈川縣橫濱市港北區       |                |
| 2    | 20.08秒       | +0.8        | 0.189秒  | サニブラウン・アブデル・ハキーム（1999年3月6日） | 2019年6月7日  | 20歲     | 美国德克薩斯州特拉維斯郡奧斯丁 |                |
| 3    | 20.11秒       | +1.8        | 0.156秒  | 飯塚翔太（1991年6月25日）                        | 2016年6月26日 | 25歲     | 日本愛知縣名古屋市             | 10.40秒/9.71秒 |
| 4    | 20.13秒       | +0.6        |          | 藤光謙司（1986年5月1日）                         | 2015年7月14日 | 29歲     | 瑞士琉森                       |                |
| 5    | 20.14秒       | +1.0        |          | 高瀨慧（1988年11月25日）                         | 2015年5月17日 | 26歲     | 日本埼玉縣熊谷市               |                |
| 6    | 20.16秒       | +1.9        |          | 伊東浩司（1970年1月29日）                        | 1998年10月2日 | 28歲     | 日本熊本縣                     |                |
| 7    | 20.22秒       | +1.3        |          | 高平慎士（1984年7月18日）                        | 2009年6月26日 | 24歲     | 日本廣島縣廣島市安佐南區       |                |
| 8    | 20.228秒      | +0.7        | 0.139秒  | 小池祐貴（1995年5月13日）                        | 2018年8月29日 | 23歲     | 印度尼西亞雅加達               | 10.37秒/9.86秒 |
| 9    | 20.23秒       | -0.4        |          | 鵜澤飛羽（2002年11月25日）                       | 2023年7月16日 | 20歲     | 泰國曼谷                       |                |
| 10   | 20.26秒       | +1.0        | 0.127秒  | 上山紘輝（1999年5月15日）                        | 2022年7月18日 | 23歲     | 美国俄勒岡州雷恩郡尤金         |                |
| 11   | 20.27秒       | +0.8        |          | 白石黃良々（1996年5月31日）                      | 2019年8月17日 | 23歲     | 日本福井縣福井市福町           |                |
| 12   | 20.29秒       | +0.6        |          | 大前祐介（1982年4月6日）                         | 2001年6月30日 | 19歲     | 日本長野縣松本市               |                |
| 13   | 20.33秒       | +1.8        | 0.152秒  | 原翔太（1992年7月18日）                          | 2016年6月26日 | 23歲     | 日本愛知縣名古屋市             | 10.54秒/9.79‬秒 |
| 14   | 20.35秒       | +1.2        |          | 塚原直貴（1985年5月10日）                        | 2006年5月21日 | 21歲     | 日本神奈川縣橫濱市             |                |
| 14   | 20.35秒       | -0.3        |          | 橋元晃志（1994年11月18日）                       | 2013年5月3日  | 18歲     | 日本靜岡縣袋井市               |                |
| 16   | 20.39秒       | +0.9        |          | 朝原宣治（1972年6月21日）                        | 1997年7月13日 | 25歲     | 德国斯圖加特                   |                |
| 16   | 20.39秒       | +1.5        |          | 桐生祥秀（1995年12月15日）                       | 2019年3月23日 | 23歲     | 昆士蘭州內森                   |                |
| 18   | 20.40秒       | +0.8        |          | 山下潤（1997年8月23日）                          | 2019年8月17日 | 21歲     | 日本福井縣福井市福町           |                |
| 18   | 20.40秒       | -0.6        | 0.174秒  | 犬塚渉（1997年7月8日）                           | 2022年5月3日  | 24歲     | 日本静岡県袋井市               |                |
| 20   | 20.41秒       | -0.5        |          | 山縣亮太（1992年6月10日）                        | 2013年5月26日 | 20歲     | 日本神奈川縣橫濱市港北區小机町 |                |

#### 臺灣男子20傑
| 排名 | Personal Best | 風速（m/s） | 反應時間 | 姓名（生日）               | 日期           | 締造年齡 | 地點                         | Halves         |
| ---- | ------------- | ----------- | -------- | -------------------------- | -------------- | -------- | ---------------------------- | -------------- |
| 1    | 20.23秒       | +0.7        | 0.139秒  | 楊俊瀚（1997年1月1日）     | 2018年8月29日  | 21歲     | 印度尼西亞雅加達             | 10.34秒/9.89秒 |
| 2    | 20.58秒       | +1.1        | 0.156秒  | 葛吳諺明（1999年12月10日） | 2023年8月4日   | 23歲     | 中国四川省成都市双流区       |                |
| 3    | 20.81秒       | -0.1        |          | 張博智（1978年8月22日）    | 2001年4月29日  | 22歲     | 中華民國（臺灣）臺北市       |                |
| 4    | 20.84秒       | +0.5        |          | 劉元凱（1981年12月2日）    | 2007年10月24日 | 25歲     | 中華民國（臺灣）臺南         |                |
| 5    | 20.86秒       | +1.4        | 0.137秒  | 葉守博（1999年3月3日）     | 2020年11月4日  | 21歲     | 中華民國（臺灣）高雄市左營區 |                |
| 6    | 20.88秒       | +1.8        |          | 蔡孟霖（1978年3月21日）    | 2002年4月1日   | 24歲     | 中華民國（臺灣）高雄         |                |
| 7    | 20.91秒       | +1.3        |          | 易緯鎮（1988年8月28日）    | 2012年5月8日   | 23歲     | 中華民國（臺灣）高雄市苓雅區 |                |
| 8    | 20.92秒       | -1.3        | 0.135秒  | 王文堂（1987年7月11日）    | 2012年5月25日  | 24歲     | 中華民國（臺灣）臺北市松山區 |                |
| 9    | 20.93秒       | +1.7        |          | 陶武訓（1973年5月8日）     | 1994年10月15日 | 21歲     | 日本廣島縣廣島市安佐南區     |                |
| 10   | 20.97秒       | +0.3        | 0.153秒  | 魏泰陞（2000年8月20日）    | 2020年8月3日   | 19歲     | 中華民國（臺灣）高雄市左營區 |                |
| 11   | 20.98秒       | +1.7        |          | 王偉旭（1996年10月12日）   | 2019年5月1日   | 22歲     | 中華民國（臺灣）嘉義縣民雄鄉 |                |
| 12   | 20.99秒       | 0.0         |          | 羅巖耀（1993年9月5日）     | 2013年10月23日 | 20歲     | 中華民國（臺灣）臺北市松山區 |                |
| 13   | 21.00秒       | -0.4        |          | 林祐賢（2001年6月3日）     | 2022年5月11日  | 20歲     | 中華民國（臺灣）桃園市龜山區 |                |
| 14   | 21.01秒       | +0.1        |          | 彭名揚（1998年6月10日）    | 2020年2月29日  | 21歲     | 中華民國（臺灣）高雄市左營區 |                |
| 15   | 21.02秒       | +0.9        |          | 黃左軍（2003年7月25日）    | 2022年5月10日  | 18歲     | 中華民國（臺灣）桃園市龜山區 |                |
| 16   | 21.03秒       | +0.4        | 0.131秒  | 陳玟溥（1998年12月25日）   | 2022年10月22日 | 23歲     | 中華民國（臺灣）宜蘭縣宜蘭市 |                |
| 17   | 21.07秒       | 0.0         |          | 鄭新福（1965年6月23日）    | 1987年10月30日 | 22歲     | 中華民國（臺灣）臺北縣板橋市 |                |
| 17   | 21.07秒       | -1.3        | 0.136秒  | 梁澤敬（1990年1月31日）    | 2012年5月25日  | 22歲     | 中華民國（臺灣）臺北市松山區 |                |
| 19   | 21.10秒       | -0.7        |          | 李訓榮（1958年10月19日）   | 1987年7月24日  | 28歲     | 新加坡                       |                |
| 20   | 21.11秒       | -0.5        | 0.190秒  | 宋郁鈞（1997年10月19日）   | 2022年5月29日  | 24歲     | 中華民國（臺灣）新北市板橋區 |                |

## 運動賽會田徑200公尺紀錄

### 國際賽會
| 賽會名稱 項目                                                                      | 大會紀錄（女子）       | 大會紀錄（女子）                                          | 大會紀錄（男子）                | 大會紀錄（男子）                                               |
| ---------------------------------------------------------------------------------- | ---------------------- | --------------------------------------------------------- | ------------------------------- | -------------------------------------------------------------- |
| 夏季奧林匹克運動會 田徑200公尺                                                     | 21.34秒（Wind：+1.3）  | Florence Griffith · 代表 美国 · 1988年9月29日             | 19.296秒（Wind：-0.9）          | Usain Bolt · 代表 牙买加 · 2008年8月20日                       |
| 世界田徑錦標賽 200公尺                                                             | 21.407秒（Wind：+0.1） | Shericka Jackson · 代表 牙买加 · 2023年8月25日            | 19.19秒（Wind：-0.3）           | Usain Bolt · 代表 牙买加 · 2009年8月20日                       |
| 歐洲田徑錦標賽 200公尺                                                             | 21.71秒（Wind：-0.8）  | Heike Drechsler · 代表 东德 · 1986年9月29日               | 19.76秒（Wind：+0.7）           | Ramil Guliyev · 代表 土耳其 · 2018年8月9日                     |
| Goodwill Games 田徑200公尺                                                         | 21.80秒（Wind：+0.4）  | Marion Jones · 代表 美国 · 1998年7月20日                  | 20.10秒（Wind：+0.6）           | Michael Johnson · 代表 美国 · 1994年7月28日                    |
| IAAF世界盃（IAAF World Cup） IAAF洲際盃（IAAF Continental Cup） 200公尺            | 21.83秒（Wind：-0.2）  | Evelyn Ashford · 代表 美国 · 1979年8月24日                | 19.87秒（Wind：+0.1）           | Wallace Spearmon · 代表 美国 · 2006年9月17日                   |
| IAAF Grand Prix Final 200公尺                                                      | 21.88秒（Wind：+1.0）  | Merlene Ottey · 代表 牙买加 · 1990年9月7日                | 19.81秒（Wind：+0.3）           | Frank Fredericks · 代表 纳米比亚 · 1997年9月13日               |
| 歐洲田徑盃（European Athletics Cup） European Athletics Team Championships 200公尺 | 21.99秒（Wind：+1.3）  | Silke Gladisch · 代表 东德 · 1987年6月28日                | 20.11秒（Wind：+1.9）           | Linford Christie · 代表 英国 · 1995年6月25日                   |
| 大英國協運動會（Commonwealth Games） 田徑200公尺                                   | 22.02秒（Wind：+0.6）  | Elaine Thompson · 代表 牙买加 · 2022年8月6日              | 19.80秒（Wind：+1.1）           | Jereem Richards · 代表 千里達及托巴哥 · 2022年8月6日           |
| 世界田徑總決賽（World Athletics Final） 200公尺                                    | 22.11秒（Wind：+0.6）  | Allyson Felix · 代表 美国 · 2006年9月9日                  | 19.68秒（Wind：-0.1）           | Tyson Gay · 代表 美国 · 2006年9月10日                          |
| Friendship Games 田徑200公尺                                                       | 22.15秒（Wind：+0.4）  | Bärbel Eckert · 代表 东德 · 1984年8月17日                 | 20.34秒（Wind：-1.2）           | Vladimir Muravyov · 代表 · 1984年8月18日                       |
| 世界室內田徑錦標賽 200公尺                                                         | 22.15秒                | Irina Privalova · 代表 俄羅斯 · 1993年3月14日             | 20.10秒（Reaction time：0.111） | Frank Fredericks · 代表 纳米比亚 · 1999年3月6日                |
| 非洲田徑錦標賽 200公尺                                                             | 22.22秒（Wind：+0.9）  | Falilat Ogunkoya · 代表 奈及利亞 · 1998年8月22日          | 19.99秒（Wind：-0.9）           | Frank Fredericks · 代表 纳米比亚 · 1998年8月22日               |
| Athletics World Cup 田徑世界盃 200公尺                                             | 22.35秒（Wind：+0.2）  | Shericka Jackson · 代表 牙买加 · 2018年7月15日            | 20.25秒（Wind：+1.1）           | 谢震业 · 代表 中国 · 2018年7月14日                             |
| 中美加勒比田徑錦標賽 200公尺                                                       | 22.36秒                | Grace Jackson · 代表 牙买加 · 1989年7月29日               | 20.03秒（Wind：+1.8）           | Usain Bolt · 代表 牙买加 · 2005年7月11日                       |
| 夏季世界大學生運動會（Summer Universiade） 田徑200公尺                             | 22.39秒（Wind：+0.6）  | Mona-Lisa Strandvall · 代表 芬兰 · 1973年8月20日          | 20.04秒（Wind：+0.1）           | Ramil Guliyev · 代表 · 2009年7月10日                           |
| 世界少年田徑錦標賽（世界U18田徑錦標賽） 200公尺                                    | 22.43秒（Wind：-0.7）  | Candace Hill · 代表 美国 · 2015年7月19日                  | 20.34秒（Wind：-0.4）           | サニブラウン・アブデル・ハキーム · 代表 日本 · 2015年7月19日   |
| 泛美運動會 田徑200公尺                                                             | 22.43秒（Wind：-0.1）  | Shelly-Ann Fraser · 代表 牙买加 · 2019年8月9日            | 19.80秒（Wind：+2.0）           | Rasheed Dwyer · 代表 牙买加 · 2015年7月23日                    |
| 巴爾幹田徑錦標賽 200公尺                                                           | 22.45秒（Wind：+1.2）  | Ivet Lalova · 代表 保加利亚 · 2019年9月3日                | 20.50秒（Wind：-0.6）           | Serhiy Smelyk · 代表 乌克兰 · 2019年9月3日                     |
| 地中海運動會 田徑200公尺                                                           | 22.47秒（Wind：+0.9）  | Bassant Hemida · 代表 埃及 · 2022年7月3日                 | 20.15秒（Wind：-0.1）           | Ramil Guliyev · 代表 土耳其 · 2018年6月29日                    |
| 亞洲運動會（Asian Games） 田徑200公尺                                              | 22.48秒（Wind：+0.1）  | K.V.Damayanthi Darsha · 代表 斯里蘭卡 · 1998年12月18日    | 20.14秒（Wind：+0.3）           | Femi Ogunode · 代表 · 2014年10月1日                            |
| 世界青年田徑錦標賽（世界U20田徑錦標賽） 200公尺                                    | 22.50秒（Wind：-0.1）  | Briana Williams · 代表 牙买加 · 2018年7月14日             | 19.954秒（Wind：-1.0）          | Blessing Akwasi Afrifah · 代表 以色列 · 2022年8月4日           |
| Europejski Festiwal Sztafet Europejski Festiwal Lekkoatletyczny 200公尺            | 22.51秒（Wind：+1.1）  | Stephanie Durst · 代表 美国 · 2007年6月10日               | 20.32秒（Wind：+0.6）           | Dwight Thomas · 代表 牙买加 · 2007年6月10日                    |
| New Life Invitational 200公尺                                                      | 22.54秒（Wind：+1.2）  | Elaine Thompson · 代表 牙买加 · 2021年6月5日              |                                 |                                                                |
| 非洲運動會 田徑200公尺                                                             | 22.57秒（Wind：-1.1）  | Marie-Josée Ta Lou · 代表 · 2015年9月17日                 | 20.28秒（Wind：-1.2）           | Frank Fredericks · 代表 纳米比亚 · 1991年9月26日               |
| 法語系運動會 田徑200公尺                                                           | 22.60秒（Wind：+0.84） | Marie-José Pérec · 代表 法國 · 1989年7月18日              | 20.20秒（Wind：+1.03）          | Daniel Sangouma · 代表 法國 · 1989年7月18日                    |
| 歐美田徑對抗賽 200公尺                                                             | 22.61秒（Wind：-0.1）  | Brittany Brown · 代表 美国 · 2019年9月10日                | 20.16秒（Wind：0.0）            | Ramil Guliyev · 代表 土耳其 · 2019年9月10日                    |
| 北美中美加勒比成年田徑錦標賽 200公尺                                               | 22.64秒（Wind：-0.3）  | Shericka Jackson · 代表 牙买加 · 2018年8月12日            | 20.11秒（Wind：+1.7）           | Kyle Greaux · 代表 千里達及托巴哥 · 2018年8月12日              |
| 中美加勒比運動會 田徑200公尺                                                       | 22.69秒（Wind：+1.1）  | Cydonie Mothersille · 代表 牙买加 · 2010年7月27日         | 19.96秒（Wind：+0.4）           | Alonso Edward · 代表 巴拿马 · 2018年7月31日                    |
| 泛美青年田徑錦標賽 200公尺                                                         | 22.70秒（Wind：+2.0）  | Anthonique Strachan · 代表 巴哈马 · 2011年7月23日         | 20.13秒（Wind：0.0）            | Usain Bolt · 代表 牙买加 · 2003年7月20日                       |
| 亞洲田徑錦標賽 200公尺                                                             | 22.74秒（Wind：+1.2）  | Salwa Eid Naser · 代表 巴林 · 2019年4月24日               | 20.23秒（Wind：-0.4）           | 鵜澤飛羽 · 代表 日本 · 2023年7月16日                           |
| 加勒比自由貿易協會運動會 200公尺                                                   | 22.77秒（Wind：+1.7）  | Shaunae Miller · 代表 巴哈马 · 2013年4月1日               | 19.93秒（Wind：+1.4）           | Usain Bolt · 代表 牙买加 · 2004年4月11日                       |
| 歐洲青年田徑錦標賽 200公尺                                                         | 22.85秒（Wind：+0.6）  | Bärbel Eckert · 代表 德国 · 1973年8月26日                 | 20.33秒（Wind：-0.1）           | Ramil Guliyev · 代表 · 2009年7月25日                           |
| 太平洋會議運動會 200公尺                                                           | 22.87秒（Wind：-2.2）  | Denise Robertson · 代表 · 1977年12月                      | 20.83秒（Wind：-4.0）           | Bill Collins · 代表 美国 · 1977年12月                          |
| 東亞運動會 田徑200公尺                                                             | 22.87秒（Wind：-2.4）  | 刘晓梅 · 代表 中国 · 2001年5月26日                        | 20.34秒（Wind：0.0）            | 末續慎吾 · 代表 日本 · 2001年5月26日                           |
| 北美中美加勒比Sub25田徑錦標賽 200公尺                                              | 22.90秒（Wind：+0.5）  | Shalonda Solomon · 代表 美国 · 2006年7月8日               | 19.99秒（Wind：+2.0）           | Curtis Mitchell · 代表 美国 · 2010年7月10日                    |
| 南美田徑錦標賽 200公尺                                                             | 22.90秒（Wind：+0.8）  | Vitória Cristina Rosa · 代表 巴西 · 2019年5月26日         | 20.42秒（Wind：-0.7）           | Bernardo Baloyes · 代表 哥伦比亚 · 2019年5月26日               |
| Islamic Solidarity Games 田徑200公尺                                               | 22.95秒（Wind：+1.7）  | Edidiong Ofonime Odiong · 代表 巴林 · 2017年5月18日       | 20.08秒（Wind：+0.6）           | Ramil Guliyev · 代表 土耳其 · 2017年5月18日                    |
| 泛美青年運動會 田徑200公尺                                                         | 22.96秒（Wind：0.0）   | Gabriela Anahí Suárez · 代表 · 2021年12月3日              | 20.51秒（Wind：+0.4）           | Anderson Marquinez · 代表 · 2021年12月3日                      |
| 美洲玻利瓦聯盟運動會 田徑200公尺                                                   | 22.97秒（Wind：+2.0）  | Nelkis Casabona · 代表 古巴 · 2011年7月29日               | 20.31秒（Wind：+2.0）           | Michael Herrera · 代表 古巴 · 2007年5月10日                    |
| 南亞運動會 田徑200公尺                                                             | 22.99秒（Wind：+0.1）  | Susanthika Jayasinghe · 代表 斯里蘭卡 · 2006年8月24日     | 20.99秒                         | Rohan Pradeep Kumara · 代表 斯里蘭卡 · 2004年4月3日            |
| 世界軍人田徑錦標賽（含世界軍人運動會田徑） 200公尺                                 | 23.01秒（Wind：-0.4）  | Ana Cláudia Lemos · 代表 巴西 · 2011年7月23日             | 20.31秒（Wind：+0.1）           | Aldemir da Silva Junior · 代表 巴西 · 2019年10月24日           |
| Southeast Asian Peninsular Games 東南亞運動會 田徑200公尺                          | 23.01秒（Wind：0.0）   | Kristina Marie Knott · 代表 美国 · 2019年12月7日          | 20.37秒（Wind：0.0）            | ภูริพล บุญสอน · 代表 泰國 · 2022年5月14日                         |
| 亞洲青年田徑錦標賽 200公尺                                                         | 23.16秒（Wind：+0.9）  | Susanthika Jayasinghe · 代表 斯里蘭卡 · 1994年9月20日     | 20.63秒（Wind：+1.0）           | Mohammad Hossein Abareghi · 代表 伊朗 · 2014年6月14日          |
| 葡語系運動會 田徑200公尺                                                           | 23.20秒（Wind：-0.4）  | Susanthika Jayasinghe · 代表 斯里蘭卡 · 2006年10月11日    | 21.40秒                         | Holder da Silva · 代表 · 2014年1月25日                         |
| 中日韓田徑對抗賽 200公尺                                                           | 23.20秒（Wind：+1.1）  | 孔令微 · 代表 中国 · 2018年7月8日                         | 20.84秒（Wind：-0.6）           | 李在遐 · 代表 · 2017年7月2日                                   |
| 亞洲田徑大獎賽 200公尺                                                             | 23.23秒（Wind：-0.66） | Guzel Khubbieva · 代表 · 2006年5月26日                    | 20.78秒（Wind：-0.2）           | 楊俊瀚 · 代表 中華臺北 · 2017年4月30日                         |
| 非亞運動會（Afro-Asian Games） 田徑200公尺                                         | 23.37秒（Wind：-0.8）  | Delphine Bertille Atangana · 代表 喀麦隆 · 2003年10月29日 | 20.57秒（Wind：-0.8）           | Frank Fredericks · 代表 纳米比亚 · 2003年10月29日              |
| 非洲青年田徑錦標賽 200公尺                                                         | 23.40秒（Wind：+1.1）  | Delphine Bertille Atangana · 代表 喀麦隆 · 2003年8月3日   | 20.22秒（Wind：+1.1）           | Clarence Munyai · 代表 南非 · 2017年7月2日                     |
| DécaNation 200公尺                                                                 | 23.41秒（Wind：+0.1）  | Courtney Okolo · 代表 美国 · 2017年9月9日                 | 20.23秒（Wind：-0.4）           | Christophe Lemaitre · 代表 法國 · 2016年9月13日                |
| 非洲青年運動會（African Youth Games） 田徑200公尺                                  | 23.45秒（Wind：+0.3）  | Rosemary Chukwuma · 代表 奈及利亞 · 2018年7月27日         | 20.97秒（Wind：+0.1）           | Sulayman Touray · 代表 · 2018年7月27日                         |
| 夏季青年奧林匹克運動會 田徑200公尺                                                 | 23.45秒（Wind：+1.9）  | Dalia Kaddari · 代表 義大利 · 2018年10月16日              | 20.68秒（Wind：+0.1）           | Abdelaziz Mohamed · 代表 · 2018年10月16日                      |
| 阿拉夫拉運動會 田徑200公尺                                                         | 23.71秒（Wind：0.0）   | Nova Peris 代表Northern Territory 1999年5月24日           | 21.03秒（Wind：0.0）            | Patrick Johnson 代表Australian Capital Territory 1999年5月24日 |
| 亞洲青年運動會 田徑200公尺                                                         | 23.82秒（Wind：+1.1）  | 黃瑰芬 · 代表 中国 · 2013年8月22日                        | 21.47秒（Wind：+1.3）           | 楊俊瀚 · 代表 中華臺北 · 2013年8月22日                         |
| 亞洲少年田徑錦標賽 200公尺                                                         | 23.83秒（Wind：-0.8）  | 李玉婷 · 代表 中国 · 2019年3月17日                        | 21.45秒（Wind：0.0）            | 신민규 · 代表 · 2017年5月22日                                  |
| 中日韓青少年運動會 田徑200公尺                                                     | 24.05秒（Wind：+0.4）  | 壹岐あいこ · 代表 日本 · 2018年8月25日                    | 20.84秒（Wind：+1.0）           | 신민규 · 代表 · 2017年8月27日                                  |
| 亞洲大學生田徑錦標賽 200公尺                                                       | 24.33秒                | 汤晓茵 · 代表 中国 · 2005年11月10日                       | 21.24秒                         | 徐自宙 · 代表 中国 · 2005年11月10日                            |
| 亞洲城市田徑邀請賽 200公尺                                                         | 24.37秒（Wind：-0.6）  | Jutamass Thavoncharoen 代表曼谷 2011年8月28日             | 21.45秒（Wind：-0.1）           | Aska Cambridge 代表東京 2011年8月28日                          |
| 世界警察和消防員運動會 田徑200公尺                                                 | 24.52秒                | Ranga Kunnath · 代表 印度 · 2019年8月                     | 20.94秒（Wind：0.0）            | Hamed Hamadan Al Bishi · 代表 沙烏地阿拉伯 · 2003年7月30日     |
| 亞洲城市中學田徑邀請賽 200公尺                                                     | 24.80秒（Wind：+0.3）  | 廖靜賢 代表臺中市 2010年7月30日                           | 22.041秒（Wind：+0.5）          | 陳胤霖 · 代表 中國香港 · 2010年7月30日                         |
| European Gay and Lesbian Multi-Sports Championships 田徑200公尺                    | 26.37秒                | Martje Hoekmeijer · 代表 爱沙尼亚 · 2004年7月             | 23.08秒（Wind：+0.5）           | Sylvain Otokoré 代表ASUL Bron 2015年8月7日                     |
| 同樂運動會（Gay Games） 田徑200公尺                                                | 26.55秒（Wind：0.0）   | Yanelle Zape Mendoza · 代表 瑞士 · 2018年8月10日          | 22.07秒（Wind：-1.1）           | Subomi Onanuga · 代表 英国 · 2018年8月10日                     |
| World Outgames 田徑200公尺                                                         | 28.93秒（Wind：-0.8）  | Martje Hoekmeyer · 代表 荷蘭 · 2013年8月                  | 23.80秒（Wind：-0.5）           | Luke Xinxiao Wang · 代表 加拿大 · 2013年8月                    |
| 亞洲同志運動會 徑賽200公尺                                                         | 30.43秒                | 劉映君 2022年4月30日                                      | 25.91秒                         | 林廷俊 2022年4月30日                                           |

### 國內賽會、商業性賽會
| 賽會名稱 項目                                                      | 大會紀錄（女子）      | 大會紀錄（女子）                                            | 大會紀錄（男子）       | 大會紀錄（男子）                                                |
| ------------------------------------------------------------------ | --------------------- | ----------------------------------------------------------- | ---------------------- | --------------------------------------------------------------- |
| 牙買加成年田徑錦標賽 200公尺                                       | 21.55秒（Wind：0.0）  | Shericka Jackson 代表MVP Track & Field 2022年6月26日        | 19.75秒（Wind：+0.2）  | Usain Bolt 2007年6月24日                                        |
| Memorial Van Damme 200公尺                                         | 21.64秒（Wind：+0.8） | Merlene Ottey · 代表 牙买加 · 1991年9月13日                 | 19.26秒（Wind：+0.7）  | Yohan Blake · 代表 牙买加 · 2011年9月16日                       |
| Weltklasse Zürich 200公尺                                          | 21.66秒（Wind：-1.0） | Merlene Ottey · 代表 牙买加 · 1990年8月15日                 | 19.52秒（Wind：-0.6）  | Noah Lyles · 代表 美国 · 2022年9月8日                           |
| 美國室外田徑錦標賽 200公尺                                         | 21.60秒（Wind：-0.4） | Gabrielle Thomas 代表New Balance 2023年7月9日               | 19.57秒（Wind：+0.4）  | Justin Gatlin 代表Nike 2015年6月28日                            |
| 美國田徑奧林匹克選拔賽 200公尺                                     | 21.69秒（Wind：+1.0） | Allyson Felix 代表Nike 2012年6月30日                        | 19.66秒（Wind：+1.7）  | Michael Johnson 代表Nike 1996年6月23日                          |
| Herculis 200公尺                                                   | 21.77秒（Wind：+1.0） | Merlene Ottey · 代表 牙买加 · 1993年8月7日                  | 19.46秒（Wind：+0.8）  | Noah Lyles · 代表 美国 · 2022年8月10日                          |
| Prefontaine Classic 200公尺                                        | 21.77秒（Wind：+1.5） | Tori Bowie · 代表 美国 · 2017年5月27日                      | 19.52秒（Wind：+1.2）  | Noah Lyles · 代表 美国 · 2021年8月21日                          |
| NCAA室外田徑錦標賽 200公尺                                         | 21.80秒（Wind：+1.3） | Abby Steiner 代表肯塔基大學 2022年6月11日                   | 19.73秒（Wind：+0.8）  | Ejowvokoghene Oduduru 代表德克薩斯理工大學 2019年6月7日         |
| Memoriał Kamili Skolimowskiej 200公尺                              | 21.84秒（Wind：+0.2） | Shericka Jackson · 代表 牙买加 · 2022年8月6日               | 20.15秒（Wind：+0.4）  | Rasheed Dwyer · 代表 牙买加 · 2013年8月25日                     |
| Meeting Hauts-de-France Pas-de-Calais 200公尺                      | 21.87秒               | Merlene Ottey · 代表 牙买加 · 1993年2月13日                 | 19.92秒                | Frank Fredericks · 代表 纳米比亚 · 1996年2月18日                |
| DN Galan 200公尺                                                   | 21.88秒（Wind：+1.3） | Allyson Felix · 代表 美国 · 2009年7月31日                   | 19.77秒（Wind：+0.6）  | Michael Johnson · 代表 美国 · 1996年7月8日                      |
| Golden Gala 200公尺                                                | 21.91秒（Wind：+1.3） | Shericka Jackson · 代表 牙买加 · 2022年6月9日               | 19.70秒（Wind：+0.7）  | Michael Norman · 代表 美国 · 2019年6月6日                       |
| Bislett Games 200公尺                                              | 21.93秒（Wind：+0.7） | Dafne Schippers · 代表 荷蘭 · 2016年6月9日                  | 19.79秒（Wind：+1.7）  | Usain Bolt · 代表 牙买加 · 2013年6月13日                        |
| Internationale Stadionfest Berlin ISTAF Berlin 200公尺             | 21.96秒（Wind：+0.2） | Katrin Krabbe · 代表 东德 · 1991年9月10日                   | 19.97秒（Wind：+0.5）  | Frank Fredericks · 代表 纳米比亚 · 1996年8月30日                |
| Gyulai István Memorial 200公尺                                     | 21.96秒（Wind：-0.3） | Shericka Jackson · 代表 牙买加 · 2021年7月6日               | 19.88秒（Wind：+0.8）  | Erriyon Knighton · 代表 美国 · 2022年8月8日                     |
| Meeting de Saint-Denis Meeting de Paris 200公尺                    | 21.97秒（Wind：+1.1） | Merlene Ottey · 代表 牙买加 · 1990年6月29日                 | 19.65秒（Wind：+0.2）  | Noah Lyles · 代表 美国 · 2019年8月24日                          |
| Reebok Grand Prix New York Grand Prix 200公尺                      | 21.98秒（Wind：+1.4） | Veronica Campbell · 代表 牙买加 · 2010年6月12日             | 19.58秒（Wind：+1.3）  | Tyson Gay · 代表 美国 · 2009年5月30日                           |
| Doha Grand Prix 200公尺                                            | 21.98秒（Wind：+1.6） | Allyson Felix · 代表 美国 · 2015年5月15日                   | 19.83秒（Wind：+1.3）  | Noah Lyles · 代表 美国 · 2018年5月4日                           |
| 中华人民共和国全国运动会 田徑200公尺                               | 22.01秒（Wind：0.0）  | 李雪梅 代表四川省 1997年10月22日                            | 20.20秒（Wind：-0.2）  | 谢震业 代表浙江省 2017年9月5日                                  |
| 聖安東尼山學院接力賽（Mt. SAC Relays） 200公尺                     | 22.02秒（Wind：+1.9） | Gabrielle Thomas · 代表 美国 · 2022年4月16日                | 19.80秒（Wind：+1.6）  | Fred Kerley · 代表 美国 · 2022年4月16日                         |
| Boris Hanžeković Memorial 200公尺                                  | 22.04秒（Wind：+0.3） | Christine Mboma · 代表 纳米比亚 · 2021年9月14日             | 19.88秒（Wind：-0.4）  | Ramil Guliyev · 代表 土耳其 · 2015年9月8日                      |
| 上海国际田径黄金大奖赛 200公尺                                     | 22.06秒（Wind：-0.4） | Shaunae Miller · 代表 巴哈马 · 2018年5月12日                | 19.76秒（Wind：-0.8）  | Usain Bolt · 代表 牙买加 · 2010年5月23日                        |
| Zlatá tretra Ostrava Golden Spike Ostrava 200公尺                  | 22.07秒（Wind：-1.0） | Jarmila Kratochvílová · 代表 捷克斯洛伐克 · 1981年6月3日    | 19.83秒（Wind：+0.3）  | Usain Bolt · 代表 牙买加 · 2008年6月12日                        |
| Athletissima 200公尺                                               | 22.07秒（Wind：+1.6） | Merlene Ottey · 代表 牙买加 · 1995年7月5日                  | 19.50秒（Wind：-0.1）  | Noah Lyles · 代表 美国 · 2019年7月5日                           |
| 牙買加國際田徑邀請賽 200公尺                                       | 22.09秒（Wind：+0.5） | Elaine Thompson · 代表 牙买加 · 2017年5月20日               | 19.56秒（Wind：-0.8）  | Usain Bolt · 代表 牙买加 · 2010年5月1日                         |
| London Grand Prix 200公尺                                          | 22.10秒（Wind：-0.3） | Elaine Thompson · 代表 牙买加 · 2015年7月25日               | 19.47秒（Wind：+1.6）  | Noah Lyles · 代表 美国 · 2023年7月23日                          |
| Birmingham Grand Prix 200公尺                                      | 22.15秒（Wind：+0.4） | Shaunae Miller · 代表 巴哈马 · 2018年8月18日                | 19.94秒（Wind：+1.4）  | Michael Johnson · 代表 美国 · 1991年9月15日                     |
| IAAF世界挑戰賽北京站 200公尺                                       | 22.29秒（Wind：+0.2） | Veronica Campbell · 代表 牙买加 · 2016年5月18日             | 20.40秒（Wind：+0.3）  | LaShawn Merritt · 代表 美国 · 2013年5月21日                     |
| Meeting International Mohammed VI d'Athlétisme de Rabat 200公尺    | 22.29秒（Wind：-0.5） | Shaunae Miller · 代表 巴哈马 · 2018年7月13日                | 20.03秒（Wind：+0.4）  | Andre De Grasse · 代表 加拿大 · 2017年7月16日                   |
| Résisprint International 200公尺                                   | 22.29秒（Wind：+1.9） | Beatrice Masilingi · 代表 纳米比亚 · 2022年7月3日           | 19.63秒（Wind：+1.2）  | Reynier Mena · 代表 古巴 · 2022年7月3日                         |
| Spitzen Leichtathletik 200公尺                                     | 22.32秒（Wind：+0.8） | Charonda Williams · 代表 美国 · 2015年7月14日               | 19.86秒（Wind：+1.5）  | Jason Young · 牙买加 · 2012年7月17日                            |
| Sparkassen-Cup 200公尺                                             | 22.36秒               | Irina Privalova · 代表 俄羅斯 · 1992年2月2日                | 20.47秒                | John Paul Lyndon Regis · 代表 英国 · 1995年2月5日               |
| NCAA室內田徑錦標賽 200公尺                                         | 22.38秒               | Gabrielle Thomas 代表哈佛大學 2018年3月10日                 | 20.02秒                | Elijah Hall 代表休士頓大學 2018年3月10日                        |
| IAAF世界挑戰賽南京站 200公尺                                       | 22.40秒（Wind：-0.2） | Elaine Thompson · 代表 牙买加 · 2019年5月21日               |                        |                                                                 |
| American Track League 200公尺                                      | 22.42秒（Wind：+0.1） | Jenna Prandini · 代表 美国 · 2016年7月23日                  | 20.213秒（Wind：+1.8） | Yohan Blake · 代表 牙买加 · 2021年7月18日                       |
| Meeting de Atletismo Madrid 200公尺                                | 22.45秒（Wind：-1.2） | Galina Malchugina · 代表 俄羅斯 · 1993年6月3日              | 19.77秒（Wind：0.0）   | Isaac Makwala · 代表 · 2017年7月14日                            |
| 美國青年室外田徑錦標賽 200公尺                                     | 22.49秒（Wind：+1.3） | Kaylin Whitney 代表Star Athletics 2014年7月5日              | 20.15秒（Wind：+1.2）  | Michael Norman 2016年6月26日                                    |
| Internationales Hallen-Leichtathletik Meeting LBBW Meeting 200公尺 | 22.50秒               | Irina Privalova · 代表 俄羅斯 · 1992年1月31日               | 20.61秒                | Tobias Unger · 代表 德国 · 2005年2月13日                        |
| ゴールデングランプリ 200公尺                                       | 22.55秒（Wind：+0.5） | Ivet Lalova · 代表 保加利亚 · 2019年5月19日                 | 19.84秒（Wind：-0.4）  | Michael Norman · 代表 美国 · 2019年5月19日                      |
| 臺灣區運動會 田徑200公尺                                           | 22.56秒（Wind：-0.3） | 王惠珍 1992年10月30日                                       | 21.07秒（Wind：0.0）   | 鄭新福 1987年10月30日                                           |
| Βαρδινογιάννεια 200公尺                                            | 22.56秒（Wind：+1.1） | Torri Edwards · 美国 · 2003年7月6日                         | 20.21秒（Wind：+1.2）  | John Capel · 代表 美国 · 2003年7月6日                           |
| 中国全国田径锦标赛 200公尺                                         | 22.60秒               | 陳兆靜 1992年                                               | 20.54秒（Wind：-0.1）  | 韩朝明 1996年5月7日                                             |
| Hanns Braun Memorial 200公尺                                       | 22.62秒（Wind：+0.8） | 紀政 · 代表 中華民國（臺灣） · 1970年7月12日                |                        |                                                                 |
| 大阪大獎賽 200公尺                                                 | 22.63秒（Wind：-0.5） | Susanthika Jayasinghe · 代表 斯里蘭卡 · 2001年5月12日       | 19.87秒（Wind：-1.2）  | Frank Fredericks · 代表 纳米比亚 · 1999年5月8日                 |
| 中国田径协会训练基地特许赛福建站 200公尺                           | 22.69秒（Wind：+1.8） | 葛曼棋 · 代表 中国人民解放军 · 2020年5月24日                | 21.11秒（Wind：+1.8）  | 刘泽炎 代表福建省 2020年4月26日                                 |
| AtletiCAGenève 200公尺                                             | 22.72秒（Wind：-1.0） | Jamile Samuel 代表Phanos Amsterdam 2014年6月14日            | 20.19秒（Wind：+0.6）  | Cravont Charleston · 代表 美国 · 2022年6月11日                  |
| 日本陸上競技選手權大會 200公尺                                     | 22.73秒（Wind：+0.7） | Pauline Elaine Davis · 代表 巴哈马 · 1991年6月              | 20.03秒（Wind：+0.6）  | 末續慎吾 代表ミズノ 2003年6月7日                                |
| 織田幹雄記念国際陸上競技大会 200公尺                               | 22.81秒（Wind：+0.4） | Juliet Jean Campbell · 代表 牙买加 · 1996年4月29日          | 20.43秒（Wind：+1.5）  | 藤光謙司 代表ゼンリン 2015年4月18日                             |
| Bolivarian Games 田徑200公尺                                       | 22.89秒               | Nercely Soto · 代表 委內瑞拉 · 2017年11月22日               | 20.27秒（Wind：+1.3）  | Álex Quiñónez · 代表 · 2017年11月22日                           |
| Русская зима 200公尺                                               | 22.93秒               | Ната́лья Помо́щникова · 代表 俄羅斯 · 1995年2月14日           | 20.72秒                | Jeff Williams · 代表 美国 · 1996年2月14日                       |
| 中国世界田径锦标赛选拔赛 200公尺                                   | 22.93秒（Wind：+0.2） | 梁小静 代表广东省 2019年8月3日                              | 20.34秒（Wind：0.0）   | 谢震业 代表浙江省 2019年8月3日                                  |
| JOA/JAAA Olympic Destiny Series 200公尺                            | 22.93秒（Wind：+0.9） | Shericka Jackson 2021年6月5日                               | 20.47秒（Wind：+0.1）  | Tyquendo Tracey 2021年5月22日                                   |
| 牙買加青年田徑錦標賽 200公尺                                       | 22.94秒（Wind：+1.2） | Samantha Henry 2007年6月24日                                | 20.38秒（Wind：+1.0）  | Julian Forte 2012年6月17日                                      |
| Boston Indoor Games New Balance Indoor Grand Prix 200公尺          | 22.99秒               | Muna Lee 代表Nike 2005年1月29日                             | 20.64秒（RT：0.167）   | Trayvon Bromell · 代表 美国 · 2022年2月6日                      |
| USATF Golden Games 200公尺                                         | 23.03秒（Wind：+0.4） | Jodie Williams · 代表 英国 · 2021年5月9日                   | 19.90秒（Wind：+0.7）  | Noah Lyles · 代表 美国 · 2021年5月9日                           |
| 中国大学生运动会 田徑200公尺                                       | 23.04秒（Wind：0.0）  | 杜秀杰 代表广东省 1996年8月30日                             | 20.39秒（Wind：+1.8）  | 谢震业 代表浙江省 2017年9月13日                                 |
| 臺北國際田徑邀請賽 臺灣國際田徑錦標賽 臺灣國際田徑公開賽 200公尺   | 23.08秒（Wind：-0.8） | Anastasia Le-Roy · 代表 牙买加 · 2008年5月29日              | 20.78秒（Wind：-1.1）  | 楊俊瀚 代表奧運培訓隊 2016年5月20日                             |
| 美國田徑公開賽 200公尺                                             | 23.11秒（Wind：-2.6） | Tynia Gaither · 代表 巴哈马 · 2021年5月18日                 | 20.09秒（Wind：+2.0）  | Tyree Washington 1999年5月22日                                  |
| 中国全国田径冠军赛 200公尺                                         | 23.12秒（Wind：+1.5） | 倪晓莉 代表江苏省 2004年9月25日                             | 20.49秒（Wind：+0.1）  | 谢震业 代表浙江省 2023年6月29日                                 |
| Bermuda Games 200公尺                                              | 23.24秒（Wind：-5.0） | Anthonique Strachan · 代表 巴哈马 · 2022年4月9日            | 20.79秒（Wind：-4.7）  | Steven Gardiner · 代表 巴哈马 · 2022年4月9日                    |
| 中華民國全國運動會 田徑200公尺                                     | 23.58秒（Wind：+0.4） | 張博雅 代表花蓮縣 2023年10月25日                            | 20.53秒（Wind：-0.3）  | 楊俊瀚 代表花蓮縣 2015年10月21日                                |
| 中国大学生田径锦标赛 200公尺                                       | 23.34秒（Wind：0.0）  | 孔令微 代表北京体育大学 2018年7月19日                       | 20.81秒（Wind：+1.0）  | 卢亮 代表湖北大学 2020年8月2日                                  |
| 中国全国田径大奖赛 200公尺                                         | 23.66秒（Wind：+0.5） | 黄美霞 代表湖南湘煤 2023年5月28日                           | 20.79秒（Wind：+0.3）  | 孙清池 代表辽宁省 2023年6月3日                                  |
| 中華民國全國田徑錦標賽 200公尺                                     | 23.72秒（Wind：+1.7） | 陳淑娟 代表屏東縣 2002年11月9日                             | 20.60秒（Wind：+0.4）  | 楊俊瀚 代表花蓮縣 2022年10月22日                                |
| 南部忠平記念陸上競技大会 200公尺                                   | 23.76秒（Wind：0.0）  | 新井初佳 代表ピップフジモト 1998年7月5日                    | 20.34秒（Wind：+1.9）  | 末續慎吾 代表東海大学 2002年7月21日                             |
| 中華民國全國大專校院運動會 田徑200公尺                             | 23.78秒（Wind：+0.4） | 廖靜賢 代表國立臺灣體育運動大學 2016年5月4日                | 20.33秒（Wind：+1.4）  | 楊俊瀚 代表國立臺灣體育運動大學 2018年5月2日                    |
| 東京オリンピック競技大會組織委員會テストイベント 陸上競技200公尺   | 23.88秒（Wind：+0.3） | 細谷優美 代表阿見AC 2021年5月9日                            | 20.48秒（Wind：+1.4）  | 飯塚翔太 代表ミズノ 2021年5月9日                                |
| 新北市全國青年盃田徑錦標賽 200公尺                                 | 24.05秒（Wind：+1.0） | 廖晏均 代表臺北市立麗山高級中學 2018年3月13日               | 20.77秒（Wind：0.0）   | 楊俊瀚 代表奧運培訓隊 2020年3月12日                             |
| 杭州田径邀请赛 200公尺                                             | 24.05秒（Wind：-0.3） | 林心怡 代表福建省 2021年7月10日                             | 20.39秒（Wind：+0.1）  | 汤星强 代表福建省 2021年7月11日                                 |
| 中華民國全國中等學校運動會 田徑200公尺                             | 24.07秒（Wind：-0.3） | 陳淑娟 代表開明高級商工職業學校 1996年4月23日               | 21.09秒（Wind：+0.9）  | 楊俊瀚 代表花蓮縣立體育實驗高級中學 2015年4月29日               |
| 长三角田径精英邀请赛 200公尺                                       | 24.10秒（Wind：+1.1） | 林心怡 代表福建省 2021年4月9日                              | 20.54秒（Wind：-2）    | 谢震业 代表浙江省 2021年4月9日                                  |
| 广东省大学生运动会 田徑200公尺                                     | 24.12秒（Wind：+1.4） | 朱翠妍 代表广州体育学院 2022年6月22日                       | 20.56秒（Wind：+0.8）  | 骆文熠 代表华南理工大学 2022年6月22日                           |
| 中華民國全國大專校院田徑公開賽 200公尺                             | 24.14秒（Wind：+0.6） | 徐詠潔 代表國立臺灣師範大學 2013年3月23日                   | 21.13秒（Wind：+1.2）  | 林祐賢 代表國立體育大學 2021年3月29日                           |
| 中国田径协会训练基地特许赛上海站 200公尺                           | 24.14秒（Wind：+1.8） | 丁超 代表上海市 2020年8月23日                               | 20.80秒（Wind：+1.5）  | 谢震业 代表浙江省 2020年8月23日                                 |
| 中華民國全國中等學校田徑錦標賽 200公尺                             | 24.20秒（Wind：+1.2） | 許嘉恩 代表明道高級中學 2018年11月3日                       | 21.28秒（Wind：+1.1）  | 林柏勳 代表治平學校財團法人桃園市治平高級中等學校 2022年11月5日 |
| 中国世界大学生运动会田径选拔赛 200公尺                             | 24.22秒（Wind：-1.5） | 姜珊 代表暨南大学 2011年4月29日                             | 21.00秒（Wind：+0.4）  | 张峰 代表中山大学 2011年4月29日                                 |
| 中華民國全國原住民運動會 田徑200公尺                               | 24.24秒（Wind：+0.3） | 張博雅 代表花蓮縣 2023年3月27日                             | 20.98秒（Wind：+1.5）  | 楊俊瀚 代表花蓮縣 2023年3月27日                                 |
| 中国田径协会训练基地特许赛河北站 200公尺                           | 24.25秒（Wind：+0.3） | 贾子涵 代表河北省 2020年5月28日                             | 21.31秒（Wind：-0.9）  | 蔡佳旺 代表河北省 2020年5月28日                                 |
| 川渝双城田径对抗赛 200公尺                                         | 24.31秒（Wind：0.0）  | 何淼格 代表四川省 2020年7月24日                             | 21.03秒（Wind：+0.6）  | 何宇鸿 代表四川省 2020年7月24日                                 |
| 中国田径协会训练基地特许赛湖北站 200公尺                           | 24.32秒（Wind：+0.8） | 曹柳柳 代表湖北省田径队 2020年8月18日                       | 20.98秒（Wind：+0.5）  | 郭奕阳 代表湖北省田径队 2020年8月18日                           |
| 港都盃全國中等學校田徑錦標賽 200公尺                               | 24.38秒（Wind：+0.1） | 張秝羚 代表國立員林高級農工職業學校 2020年2月29日           | 21.14秒（Wind：+0.8）  | 葉守博 代表臺中市立長億高級中學 2017年3月4日                    |
| 港都盃全國田徑錦標賽 200公尺                                       | 24.40秒（Wind：+0.3） | 胡家蓁 代表國立高雄師範大學 2023年2月26日                   | 20.92秒（Wind：+0.1）  | 楊俊瀚 代表前勁國際運動管理顧問有限公司 2022年2月28日           |
| 中国田径协会训练基地特许赛四川站 200公尺                           | 24.42秒（Wind：+0.4） | 雷叶兰 代表四川省 2020年5月15日                             | 20.92秒（Wind：+1.8）  | 何宇鸿 代表四川省 2020年4月10日                                 |
| 新北城市盃全國田徑公開賽 200公尺                                   | 24.58秒（Wind：+1.0） | 胡家蓁 代表國立高雄師範大學 2023年9月24日                   | 21.34秒（Wind：+1.3）  | 宋郁鈞 代表國立體育大學 2022年10月3日                           |
| Meeting du soir 200公尺                                            | 24.62秒（Wind：+1.1） | Samantha Dagry 代表Lausanne-Sports Athlétisme 2020年8月26日 | 20.52秒（Wind：+1.9）  | Antonio Infantino · 代表 義大利 · 2019年8月21日                 |
| 桃園市全國田徑分齡賽 200公尺                                       | 24.67秒（Wind：-1.3） | 張秝羚 代表國立員林高級農工職業學校 2019年9月28日           | 21.60秒（Wind：+0.1）  | 林祐賢 代表高雄市立楠梓高級中學 2018年8月27日                   |
| 臺北市秋季全國田徑公開賽 200公尺                                   | 24.73秒（Wind：-0.7） | 許嘉恩 代表明道高級中學 2020年9月20日                       | 20.82秒（Wind：+2.0）  | 楊俊瀚 代表Adidas 2022年9月18日                                 |
| 中国田径协会训练基地特许赛河南站 200公尺                           | 24.74秒（Wind：+0.3） | 冉文艺 代表河南省 2020年8月7日                              | 21.26秒（Wind：+0.8）  | 郭钟泽 代表上海市 2020年8月7日                                  |
| 中国田径协会训练基地特许赛重庆站 200公尺                           | 24.88秒（Wind：0.0）  | 吴晓露 代表重庆市 2020年6月23日                             | 21.48秒（Wind：-0.4）  | 柯俊 代表重庆市 2020年6月23日                                   |
| 中国田径协会训练基地特许赛山东站 200公尺                           | 24.89秒（Wind：-0.4） | 郝淼 代表短跨基地 2020年6月3日                              | 21.44秒（Wind：-0.9）  | 张耀荣 代表短跨基地 2020年8月28日                               |
| 北京市抗疫情备两运田径测试赛 200公尺                               | 25.10秒（Wind：-1.9） | 李敏 代表北京市 2020年8月30日                               | 21.98秒（Wind：-0.2）  | 吴昊 代表北京市 2020年8月30日                                   |
| 全港運動會 田徑200公尺                                             | 25.17秒               | 潘幸慧 代表北區 2013年5月18日                               | 21.64秒                | 麥承晞 代表西貢區 2013年5月18日                                 |
| 中国田径协会训练基地特许赛辽宁站 200公尺                           | 25.45秒（Wind：0.0）  | 张硕 代表辽宁省 2020年5月29日                               | 21.15秒（Wind：+0.4）  | 李沧浩 代表辽宁省 2020年7月14日                                 |
| 中国田径协会训练基地特许赛安徽站 200公尺                           | 25.53秒               | 翟呈倩 代表安徽省 2020年8月17日                             | 22.14秒（Wind：+0.1）  | 胡飞 代表安徽省 2020年8月17日                                   |
| 中華民國全國小學田徑錦標賽 200公尺                                 | 25.66秒（Wind：+1.3） | 楊玫玫 代表臺中市 2019年5月10日                             | 23.79秒（Wind：+0.8）  | 曾大年 代表臺北市 2019年5月10日                                 |

## 外部連結
- 官方网站
- 田径世界纪录
- Masters T&F World Rankings
- Athletics all-time performances（页面存档备份，存于）
- Sprintic Magazine-World Track and Field Results and News